# Alexandre Laya
Pour les articles homonymes, voir Laya.
Alexandre Laya est un avocat et homme de lettres français né à Paris le 2 novembre 1809 et mort à Alger le 7 février 1887. Il est le fils de Jean-Louis Laya et le frère de Léon Laya.
Il débuta par la carrière administrative, au ministère de l’Intérieur, ensuite il voyagea en Angleterre, puis se fit inscrire au barreau de Paris, et fut, pendant quelque temps (1840) rédacteur en chef du journal l'Ordre. En 1852, sur la demande de M. James Fazy, il alla professer à l’Académie de Genève successivement le droit romain, le droit anglais et le droit international. 

## Œuvres
On lui doit : le Guide municipal, ou l'Almanach quotidien des maires, adjoints, curés, etc., pour 1843 ; Droit anglais, ou Résumé de la législation anglaise, sous la forme de codes (1845, 2 vol. in-8°) ; Études historiques sur la vie privée, politique et littéraire de M. Thiers, histoire de quinze ans (1846, 2 vol. in-8°) ; De la présidence de la République (1848, in-12) ; les Romains sous la République (1850, in-8°) ; le Congrès des peuples à Paris (1864, in-8°) ; Philosophie du droit (1805, in-8°), etc. Il a publié, en 1854, le Théâtre de M. Alexandre Laya, comprenant César Borgia, Jeanne Shore, Corinne et Paul Didier, pièces qui n’ont pas été représentées. M. Laya a fondé le Journal des conseillers municipaux, le Journal des conseils de fabrique, dirigé la Revue parlementaire et administrative, la Revue municipale, collaboré au Bien-être universel, au Siècle, a l'Époque, au Livre des cent et un, où il a donné Paris fashionable en miniature.
Enfin, il a donné, avec M. Léon Laya, une édition des Œuvres de J.-Louis Laya, leur père (1836, 5 vol. in-8°), avec notice.

## Sources
« Alexandre Laya », dans Pierre Larousse, Grand dictionnaire universel du XIXe siècle, Paris, Administration du grand dictionnaire universel, 15 vol., 1863-1890 [détail des éditions].